# Neo-Satanic Supremacy
Neo-Satanic Supremacy är det norska black metal-bandet Trolls fjärde fullängdsstudioalbum. Det utgavs 2010.

## Låtlista
1. "Til helvete med alt" – 4:11
2. "Alt for Satan" – 3:17
3. "Gå til krig" – 4:21
4. "Burn the Witch" – 4:52
5. "Mørkets skoger" – 5:39
6. "Hvor tåken ligger så trist og grå" – 6:10
7. "Neo-Satanic Supremacy" – 2:29
8. "At the Gates of Hell" – 2:54
9. "Smertens rike" – 3:38
10. "The Age of Satan" – 3:43

Text och musik: Troll

## Medverkande musiker
Troll
- Stian Arnesen (aka Nagash) – sång, gitarr
- Tlaloc (Henrik Vissmark) – gitarr, bakgrundssång
- Ygg (Raymond Kåsereff) – trummor
- Exilis (Espen Hosarøygard) – keyboard
- Vold (Andreas Solum Stenvold) – basgitarr, sång

Produktion
- Tommy Tägtgren – producent, ljudtekniker, mixning, mastring
- Alexander Langsholt – foto
- Elisabet Horvei – foto

### Fotnoter
1. ↑  ”Neo-Satanic Supremacy” (på engelska). Discogs. 16 mars 2010. https://www.discogs.com/Troll-Neo-Satanic-Supremacy/master/454283. Läst 20 oktober 2016.